# 复盛镇 (重庆市)
复盛镇，是中华人民共和国重庆市江北區下辖的一个乡镇级行政单位。

## 行政区划
复盛镇下辖以下地区：
庙坝社区、庙坝村、石庙村、华山村、银盆村、秋坪村、协睦村、高峰村和新城村。

## 交通
- 复盛站